# Spirostreptus dimidiatus
Spirostreptus dimidiatus är en mångfotingart som beskrevs av Peters 1855. Spirostreptus dimidiatus ingår i släktet Spirostreptus och familjen Spirostreptidae. Inga underarter finns listade i Catalogue of Life.